# Sophia Albertina van Zweden

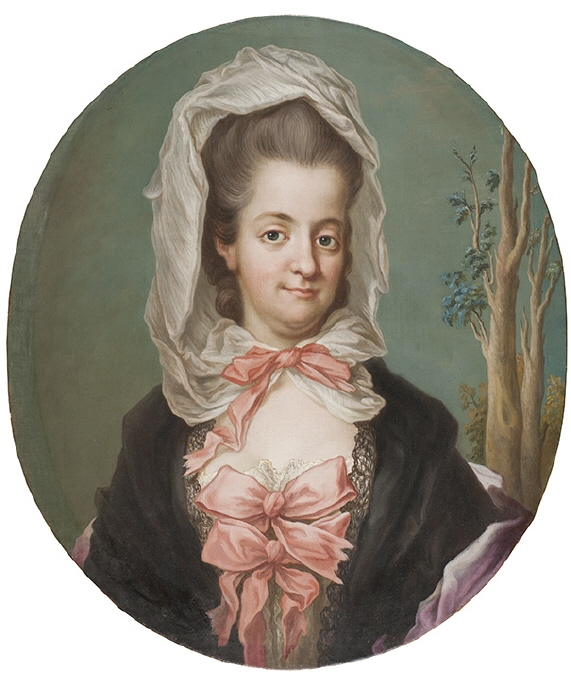
Prinses Sophia Albertina

Sophia Albertina van Zweden (Stockholm, 8 oktober 1753 - aldaar, 17 maart 1829) was een Zweedse prinses uit het huis Holstein-Gottorp. Ze was van 1787 tot 1803 de laatste abdis van de Abdij van Quedlinburg, nabij de stad Quedlinburg. Daardoor was zij ook een monarch binnen het Heilige Roomse Rijk.

## Leven
Sophia Albertina werd geboren in Stockholm als jongste kind en enige dochter van koning Adolf Frederik van Zweden en diens vrouw koningin Louisa Ulrika van Pruisen. Ze kreeg de volgende namen: Sophia Maria Lovisa Fredrika Albertina. Haar roepnamen kreeg ze van haar grootmoeders, de naam Sophia komt van Sophia Dorothea van Hannover, koningin van Pruisen, dochter van koning George I van Groot-Brittannië. En de naam Albertina kwam van Louisa Albertina Frederike, prinses van Holstein-Gottorp-Eutin, de moeder van haar vader. 
Ze had drie oudere broers: Prins Gustaaf (1746-1792) later koning van Zweden als Gustaaf III, huwde Sophia Magdalena van Denemarken; Prins Karel (1748-1818), na de gedwongen troonsafstand van koning Gustaaf IV Adolf (zoon van Gustaaf III) koning van Zweden als Karel XIII, huwde Hedwig Elizabeth Charlotte van Sleeswijk-Holstein-Gottorp; de ongehuwd gebleven prins Frederik Adolf (1750-1803) ten slotte was hertog van Östergötland. Haar broer Gustaaf III heeft geprobeerd haar uit te huwelijken aan Peter Frederik Willem, hertog van Oldenburg en aan koning Stanislaus II August van Polen. Van deze beide partijen kwam geen resultaat en prinses Sophia Albertina bleef ongehuwd.

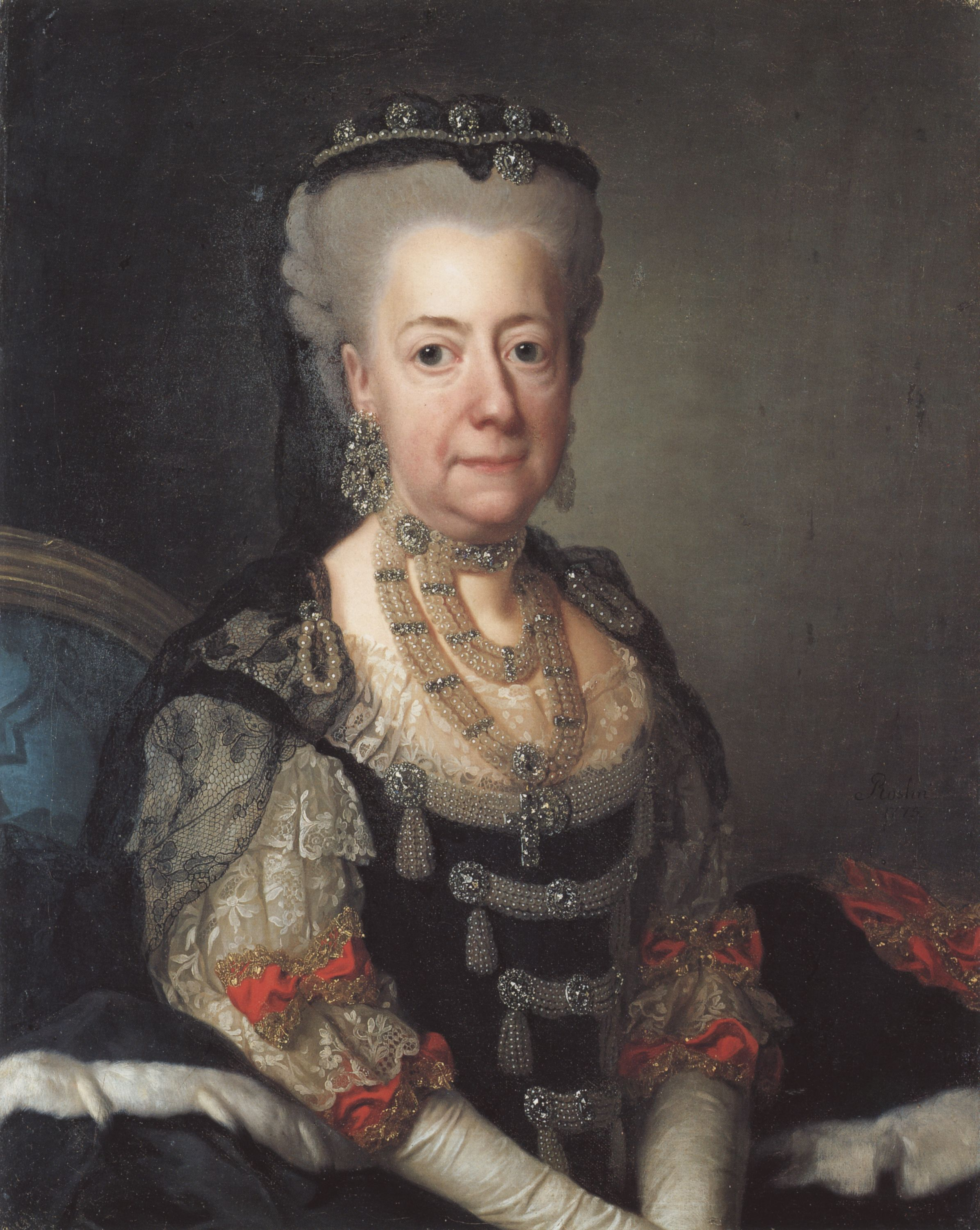
Haar moeder, Louisa Ulrika van Pruisen, zusje van koning Frederik II van Pruisen.

Haar leven verliep tijdens de regeringen van haar broer Gustaaf III en diens zoon en haar neefje, koning Gustaaf IV Adolf. Sophia Albertina was zeer gehecht aan haar broer Frederik Adolf, zij waren ook de favoriete kinderen van haar moeder, Louisa Ulrika. Ze kozen beiden de kant van hun moeder tijdens een groot conflict tussen Gustaaf III en Louisa Ulrika, 1778-1782. In die tijd spendeerde Sophia Albertina haar tijd aan het hof van haar moeder.
In 1787 werd zij Prinses-Abdis van Quedlinburg. In 1803 werd haar die titel ontnomen. Ze keerde toen terug naar Zweden.
In 1792 overleed haar broer, Gustaaf III. Sindsdien was Gustaaf IV Adolf aan de macht. Zijn regering was een ramp en hij regeerde als een absolute monarch. Toen tijdens de napoleontische oorlogen in 1809 Finland werd veroverd door Rusland, vond er in het Stockholms slot een revolutie plaats. Koning Gustaaf IV Adolf werd afgezet en haar andere broer Karel werd benoemd tot regent. Niet veel later op 5 juni van datzelfde jaar werd hij uitgeroepen tot koning van Zweden. Karel had geen kinderen en daarom moest er worden gezocht naar een geschikte troonopvolger. Die vonden de Zweden in de figuur van Jean-Baptiste Jules Bernadotte, generaal in het leger van keizer Napoleon I van Frankrijk. In 1810 werd hij benoemd tot kroonprins en in 1818 volgde hij Karel XIII op als koning van Zweden en Noorwegen. Hij werd koning als Karel XIV Johan. In het begin was Sophia Albertina niet echt blij met de nieuwe dynastie. Maar tijdens haar laatste jaren raakte ze steeds beter bevriend met de nieuwe monarch en zijn groeiende familie.
Ze bracht veel tijd door met de familie van de kroonprins en kroonprinses. Sophia Albertina was zich erg goed bewust van haar positie als laatste Wasa-telg aan het Zweedse hof. Ze zette zich met veel tijd en energie in voor ceremonies aan het hof. Ze hield zich ook aan de geldende etiquette aan het hof van de familie Bernadotte. In 1823 plaatste zij de Kroonprinselijke Kroon op het hoofd van prinses Josephine van Leuchtenberg, die in dat jaar trouwde met kroonprins Oscar. En in 1826 was zij getuige van de geboorte van prins Karel, later koning Karel XV van Zweden en Noorwegen.
Prinses Sophia Albertina werd 75 jaar oud.

## Kwartierstaat
| Christiaan Albrecht van Sleeswijk-Holstein-Gottorp (1641-1695) | Christiaan Albrecht van Sleeswijk-Holstein-Gottorp (1641-1695) | Christiaan Albrecht van Sleeswijk-Holstein-Gottorp (1641-1695) | Christiaan Albrecht van Sleeswijk-Holstein-Gottorp (1641-1695) | Christiaan Albrecht van Sleeswijk-Holstein-Gottorp (1641-1695) | Christiaan Albrecht van Sleeswijk-Holstein-Gottorp (1641-1695) | Frederika Amalia van Denemarken (1649-1704)                  | Frederika Amalia van Denemarken (1649-1704)                  | Frederika Amalia van Denemarken (1649-1704)                  | Frederika Amalia van Denemarken (1649-1704)                  | Frederika Amalia van Denemarken (1649-1704) | Frederika Amalia van Denemarken (1649-1704) |                                       |                                       | Frederik VII van Baden-Durlach (1647-1709) | Frederik VII van Baden-Durlach (1647-1709) | Frederik VII van Baden-Durlach (1647-1709)        | Frederik VII van Baden-Durlach (1647-1709)        | Frederik VII van Baden-Durlach (1647-1709)        | Frederik VII van Baden-Durlach (1647-1709)        | Augusta Maria van Sleeswijk-Holstein-Gottorp (1649-1728) | Augusta Maria van Sleeswijk-Holstein-Gottorp (1649-1728) | Augusta Maria van Sleeswijk-Holstein-Gottorp (1649-1728) | Augusta Maria van Sleeswijk-Holstein-Gottorp (1649-1728) | Augusta Maria van Sleeswijk-Holstein-Gottorp (1649-1728) | Augusta Maria van Sleeswijk-Holstein-Gottorp (1649-1728) |  |  | Frederik I van Pruisen (1657-1713)    | Frederik I van Pruisen (1657-1713)    | Frederik I van Pruisen (1657-1713)    | Frederik I van Pruisen (1657-1713)    | Frederik I van Pruisen (1657-1713)        | Frederik I van Pruisen (1657-1713)        | Sophie Charlotte van Hannover (1668-1705) | Sophie Charlotte van Hannover (1668-1705) | Sophie Charlotte van Hannover (1668-1705) | Sophie Charlotte van Hannover (1668-1705) | Sophie Charlotte van Hannover (1668-1705) | Sophie Charlotte van Hannover (1668-1705) |                                         |                                         | George I van Groot-Brittannië (1660-1727) | George I van Groot-Brittannië (1660-1727) | George I van Groot-Brittannië (1660-1727) | George I van Groot-Brittannië (1660-1727) | George I van Groot-Brittannië (1660-1727) | George I van Groot-Brittannië (1660-1727) | Sophia Dorothea van Celle (1666–1727)    | Sophia Dorothea van Celle (1666–1727)    | Sophia Dorothea van Celle (1666–1727) | Sophia Dorothea van Celle (1666–1727) | Sophia Dorothea van Celle (1666–1727) | Sophia Dorothea van Celle (1666–1727) |  |  |  |  |  |  |  |  |  |  |  |  |  |  |  |  |  |  |  |  |  |  |  |  |  |  |  |  |  |  |  |  |  |  |  |  |  |  |  |  |  |  |  |  |  |  |  |  |
| Christiaan Albrecht van Sleeswijk-Holstein-Gottorp (1641-1695) | Christiaan Albrecht van Sleeswijk-Holstein-Gottorp (1641-1695) | Christiaan Albrecht van Sleeswijk-Holstein-Gottorp (1641-1695) | Christiaan Albrecht van Sleeswijk-Holstein-Gottorp (1641-1695) | Christiaan Albrecht van Sleeswijk-Holstein-Gottorp (1641-1695) | Christiaan Albrecht van Sleeswijk-Holstein-Gottorp (1641-1695) | Frederika Amalia van Denemarken (1649-1704)                  | Frederika Amalia van Denemarken (1649-1704)                  | Frederika Amalia van Denemarken (1649-1704)                  | Frederika Amalia van Denemarken (1649-1704)                  | Frederika Amalia van Denemarken (1649-1704) | Frederika Amalia van Denemarken (1649-1704) |                                       |                                       | Frederik VII van Baden-Durlach (1647-1709) | Frederik VII van Baden-Durlach (1647-1709) | Frederik VII van Baden-Durlach (1647-1709)        | Frederik VII van Baden-Durlach (1647-1709)        | Frederik VII van Baden-Durlach (1647-1709)        | Frederik VII van Baden-Durlach (1647-1709)        | Augusta Maria van Sleeswijk-Holstein-Gottorp (1649-1728) | Augusta Maria van Sleeswijk-Holstein-Gottorp (1649-1728) | Augusta Maria van Sleeswijk-Holstein-Gottorp (1649-1728) | Augusta Maria van Sleeswijk-Holstein-Gottorp (1649-1728) | Augusta Maria van Sleeswijk-Holstein-Gottorp (1649-1728) | Augusta Maria van Sleeswijk-Holstein-Gottorp (1649-1728) |  |  | Frederik I van Pruisen (1657-1713)    | Frederik I van Pruisen (1657-1713)    | Frederik I van Pruisen (1657-1713)    | Frederik I van Pruisen (1657-1713)    | Frederik I van Pruisen (1657-1713)        | Frederik I van Pruisen (1657-1713)        | Sophie Charlotte van Hannover (1668-1705) | Sophie Charlotte van Hannover (1668-1705) | Sophie Charlotte van Hannover (1668-1705) | Sophie Charlotte van Hannover (1668-1705) | Sophie Charlotte van Hannover (1668-1705) | Sophie Charlotte van Hannover (1668-1705) |                                         |                                         | George I van Groot-Brittannië (1660-1727) | George I van Groot-Brittannië (1660-1727) | George I van Groot-Brittannië (1660-1727) | George I van Groot-Brittannië (1660-1727) | George I van Groot-Brittannië (1660-1727) | George I van Groot-Brittannië (1660-1727) | Sophia Dorothea van Celle (1666–1727)    | Sophia Dorothea van Celle (1666–1727)    | Sophia Dorothea van Celle (1666–1727) | Sophia Dorothea van Celle (1666–1727) | Sophia Dorothea van Celle (1666–1727) | Sophia Dorothea van Celle (1666–1727) |  |  |  |  |  |  |  |  |  |  |  |  |  |  |  |  |  |  |  |  |  |  |  |  |  |  |  |  |  |  |  |  |  |  |  |  |  |  |  |  |  |  |  |  |  |  |  |  |
|                                                                |                                                                |                                                                |                                                                |                                                                |                                                                |                                                              |                                                              |                                                              |                                                              |                                             |                                             |                                       |                                       |                                            |                                            |                                                   |                                                   |                                                   |                                                   |                                                          |                                                          |                                                          |                                                          |                                                          |                                                          |  |  |                                       |                                       |                                       |                                       |                                           |                                           |                                           |                                           |                                           |                                           |                                           |                                           |                                         |                                         |                                           |                                           |                                           |                                           |                                           |                                           |                                          |                                          |                                       |                                       |                                       |                                       |  |  |  |  |  |  |  |  |  |  |  |  |  |  |  |  |  |  |  |  |  |  |  |  |  |  |  |  |  |  |  |  |  |  |  |  |  |  |  |  |  |  |  |  |  |  |  |  |
|                                                                |                                                                |                                                                |                                                                | Christiaan August van Sleeswijk-Holstein-Gottorp (1673-1726)   | Christiaan August van Sleeswijk-Holstein-Gottorp (1673-1726)   | Christiaan August van Sleeswijk-Holstein-Gottorp (1673-1726) | Christiaan August van Sleeswijk-Holstein-Gottorp (1673-1726) | Christiaan August van Sleeswijk-Holstein-Gottorp (1673-1726) | Christiaan August van Sleeswijk-Holstein-Gottorp (1673-1726) |                                             |                                             |                                       |                                       |                                            |                                            | Albertina Frederica van Baden-Durlach (1682-1755) | Albertina Frederica van Baden-Durlach (1682-1755) | Albertina Frederica van Baden-Durlach (1682-1755) | Albertina Frederica van Baden-Durlach (1682-1755) | Albertina Frederica van Baden-Durlach (1682-1755)        | Albertina Frederica van Baden-Durlach (1682-1755)        |                                                          |                                                          |                                                          |                                                          |  |  |                                       |                                       |                                       |                                       | Frederik Willem I van Pruisen (1688-1740) | Frederik Willem I van Pruisen (1688-1740) | Frederik Willem I van Pruisen (1688-1740) | Frederik Willem I van Pruisen (1688-1740) | Frederik Willem I van Pruisen (1688-1740) | Frederik Willem I van Pruisen (1688-1740) |                                           |                                           |                                         |                                         |                                           |                                           | Sophia Dorothea van Hannover (1687-1757)  | Sophia Dorothea van Hannover (1687-1757)  | Sophia Dorothea van Hannover (1687-1757)  | Sophia Dorothea van Hannover (1687-1757)  | Sophia Dorothea van Hannover (1687-1757) | Sophia Dorothea van Hannover (1687-1757) |                                       |                                       |                                       |                                       |  |  |  |  |  |  |  |  |  |  |  |  |  |  |  |  |  |  |  |  |  |  |  |  |  |  |  |  |  |  |  |  |  |  |  |  |  |  |  |  |  |  |  |  |  |  |  |  |
|                                                                |                                                                |                                                                |                                                                | Christiaan August van Sleeswijk-Holstein-Gottorp (1673-1726)   | Christiaan August van Sleeswijk-Holstein-Gottorp (1673-1726)   | Christiaan August van Sleeswijk-Holstein-Gottorp (1673-1726) | Christiaan August van Sleeswijk-Holstein-Gottorp (1673-1726) | Christiaan August van Sleeswijk-Holstein-Gottorp (1673-1726) | Christiaan August van Sleeswijk-Holstein-Gottorp (1673-1726) |                                             |                                             |                                       |                                       |                                            |                                            | Albertina Frederica van Baden-Durlach (1682-1755) | Albertina Frederica van Baden-Durlach (1682-1755) | Albertina Frederica van Baden-Durlach (1682-1755) | Albertina Frederica van Baden-Durlach (1682-1755) | Albertina Frederica van Baden-Durlach (1682-1755)        | Albertina Frederica van Baden-Durlach (1682-1755)        |                                                          |                                                          |                                                          |                                                          |  |  |                                       |                                       |                                       |                                       | Frederik Willem I van Pruisen (1688-1740) | Frederik Willem I van Pruisen (1688-1740) | Frederik Willem I van Pruisen (1688-1740) | Frederik Willem I van Pruisen (1688-1740) | Frederik Willem I van Pruisen (1688-1740) | Frederik Willem I van Pruisen (1688-1740) |                                           |                                           |                                         |                                         |                                           |                                           | Sophia Dorothea van Hannover (1687-1757)  | Sophia Dorothea van Hannover (1687-1757)  | Sophia Dorothea van Hannover (1687-1757)  | Sophia Dorothea van Hannover (1687-1757)  | Sophia Dorothea van Hannover (1687-1757) | Sophia Dorothea van Hannover (1687-1757) |                                       |                                       |                                       |                                       |  |  |  |  |  |  |  |  |  |  |  |  |  |  |  |  |  |  |  |  |  |  |  |  |  |  |  |  |  |  |  |  |  |  |  |  |  |  |  |  |  |  |  |  |  |  |  |  |
|                                                                |                                                                |                                                                |                                                                |                                                                |                                                                |                                                              |                                                              |                                                              |                                                              | Adolf Frederik van Zweden (1710-1771)       | Adolf Frederik van Zweden (1710-1771)       | Adolf Frederik van Zweden (1710-1771) | Adolf Frederik van Zweden (1710-1771) | Adolf Frederik van Zweden (1710-1771)      | Adolf Frederik van Zweden (1710-1771)      |                                                   |                                                   |                                                   |                                                   |                                                          |                                                          |                                                          |                                                          |                                                          |                                                          |  |  |                                       |                                       |                                       |                                       |                                           |                                           |                                           |                                           |                                           |                                           | Louisa Ulrika van Pruisen (1720-1782)     | Louisa Ulrika van Pruisen (1720-1782)     | Louisa Ulrika van Pruisen (1720-1782)   | Louisa Ulrika van Pruisen (1720-1782)   | Louisa Ulrika van Pruisen (1720-1782)     | Louisa Ulrika van Pruisen (1720-1782)     |                                           |                                           |                                           |                                           |                                          |                                          |                                       |                                       |                                       |                                       |  |  |  |  |  |  |  |  |  |  |  |  |  |  |  |  |  |  |  |  |  |  |  |  |  |  |  |  |  |  |  |  |  |  |  |  |  |  |  |  |  |  |  |  |  |  |  |  |
|                                                                |                                                                |                                                                |                                                                |                                                                |                                                                |                                                              |                                                              |                                                              |                                                              | Adolf Frederik van Zweden (1710-1771)       | Adolf Frederik van Zweden (1710-1771)       | Adolf Frederik van Zweden (1710-1771) | Adolf Frederik van Zweden (1710-1771) | Adolf Frederik van Zweden (1710-1771)      | Adolf Frederik van Zweden (1710-1771)      |                                                   |                                                   |                                                   |                                                   |                                                          |                                                          |                                                          |                                                          |                                                          |                                                          |  |  |                                       |                                       |                                       |                                       |                                           |                                           |                                           |                                           |                                           |                                           | Louisa Ulrika van Pruisen (1720-1782)     | Louisa Ulrika van Pruisen (1720-1782)     | Louisa Ulrika van Pruisen (1720-1782)   | Louisa Ulrika van Pruisen (1720-1782)   | Louisa Ulrika van Pruisen (1720-1782)     | Louisa Ulrika van Pruisen (1720-1782)     |                                           |                                           |                                           |                                           |                                          |                                          |                                       |                                       |                                       |                                       |  |  |  |  |  |  |  |  |  |  |  |  |  |  |  |  |  |  |  |  |  |  |  |  |  |  |  |  |  |  |  |  |  |  |  |  |  |  |  |  |  |  |  |  |  |  |  |  |
|                                                                |                                                                |                                                                |                                                                |                                                                |                                                                |                                                              |                                                              |                                                              |                                                              |                                             |                                             |                                       |                                       |                                            |                                            |                                                   |                                                   |                                                   |                                                   |                                                          |                                                          |                                                          |                                                          |                                                          |                                                          |  |  |                                       |                                       |                                       |                                       |                                           |                                           |                                           |                                           |                                           |                                           |                                           |                                           |                                         |                                         |                                           |                                           |                                           |                                           |                                           |                                           |                                          |                                          |                                       |                                       |                                       |                                       |  |  |  |  |  |  |  |  |  |  |  |  |  |  |  |  |  |  |  |  |  |  |  |  |  |  |  |  |  |  |  |  |  |  |  |  |  |  |  |  |  |  |  |  |  |  |  |  |
|                                                                |                                                                |                                                                |                                                                |                                                                |                                                                |                                                              |                                                              |                                                              |                                                              |                                             |                                             |                                       |                                       |                                            |                                            |                                                   |                                                   |                                                   |                                                   |                                                          |                                                          |                                                          |                                                          |                                                          |                                                          |  |  |                                       |                                       |                                       |                                       |                                           |                                           |                                           |                                           |                                           |                                           |                                           |                                           |                                         |                                         |                                           |                                           |                                           |                                           |                                           |                                           |                                          |                                          |                                       |                                       |                                       |                                       |  |  |  |  |  |  |  |  |  |  |  |  |  |  |  |  |  |  |  |  |  |  |  |  |  |  |  |  |  |  |  |  |  |  |  |  |  |  |  |  |  |  |  |  |  |  |  |  |
|                                                                |                                                                |                                                                |                                                                |                                                                |                                                                |                                                              |                                                              |                                                              |                                                              |                                             |                                             | Gustaaf III van Zweden (1746-1792)    | Gustaaf III van Zweden (1746-1792)    | Gustaaf III van Zweden (1746-1792)         | Gustaaf III van Zweden (1746-1792)         | Gustaaf III van Zweden (1746-1792)                | Gustaaf III van Zweden (1746-1792)                |                                                   |                                                   | Karel XIII van Zweden (1748-1818)                        | Karel XIII van Zweden (1748-1818)                        | Karel XIII van Zweden (1748-1818)                        | Karel XIII van Zweden (1748-1818)                        | Karel XIII van Zweden (1748-1818)                        | Karel XIII van Zweden (1748-1818)                        |  |  | Frederik Adolf van Zweden (1750-1803) | Frederik Adolf van Zweden (1750-1803) | Frederik Adolf van Zweden (1750-1803) | Frederik Adolf van Zweden (1750-1803) | Frederik Adolf van Zweden (1750-1803)     | Frederik Adolf van Zweden (1750-1803)     |                                           |                                           | Sophia Albertina van Zweden (1753-1829)   | Sophia Albertina van Zweden (1753-1829)   | Sophia Albertina van Zweden (1753-1829)   | Sophia Albertina van Zweden (1753-1829)   | Sophia Albertina van Zweden (1753-1829) | Sophia Albertina van Zweden (1753-1829) |                                           |                                           |                                           |                                           |                                           |                                           |                                          |                                          |                                       |                                       |                                       |                                       |  |  |  |  |  |  |  |  |  |  |  |  |  |  |  |  |  |  |  |  |  |  |  |  |  |  |  |  |  |  |  |  |  |  |  |  |  |  |  |  |  |  |  |  |  |  |  |  |